# Ein starkes Team: Tod einer Pflegerin
Tod einer Pflegerin ist ein deutscher Fernsehfilm von Johannes Grieser aus dem Jahr 2024. Es handelt sich um die 96. Folge der Krimiserie Ein starkes Team mit Florian Martens und Stefanie Stappenbeck in den Hauptrollen. Es ist der zweiunddreißigste Einsatz von Linett Wachow an der Seite von Otto Garber. Die Erstausstrahlung der Episode erfolgte am 8. Juni 2024 im ZDF.

## Handlung
Linett Wachow und Otto Garber ermitteln im Mordfall an der junge Altenpflegerin Charlotte Been, die im Schwesternzimmer des Altenheims aufgefunden wurde, in dem sie erst seit Kurzem begonnen hatte zu arbeiten. Ins Visier der Ermittlungen gerät zunächst der ominöse Heimbewohner Lars Schellhorn, doch dann verdichten sich die Hinweise auf die unehrliche Heimleiterin Kyra Kempmann, die Lebensmittel, die eigentlich für Obdachlose sind, abzweigt für ihre Bewohner im Altenheim.

## Produktionsnotizen
Die Dreharbeiten für Tod einer Pflegerin erstreckten sich vom 24. Januar 2023 bis zum 22. Februar 2023 und fanden in Berlin und Umgebung statt. In der ZDF Mediathek wurde der Film ab dem 1. Juni 2024 vorab zur Verfügung gestellt. Die Erstausstrahlung erfolgte zur Hauptsendezeit am 8. Juni 2024 im ZDF.